# António Menano
António Paulo Menano (Fornos de Algodres, 5 de maio de 1895 — Lisboa, 11 de setembro de 1969) foi um intérprete da Canção de Coimbra e compositor, talvez o mais popular depois de Augusto Hilário.

## Biografia
António Paulo Menano nasceu em Fornos de Algodres em 5 de maio de 1895, filho de António da Costa Menano e de Januária Augusta Paulo. Cresceu no seio de uma família de 12 irmãos, destacando-se desde muito cedo pela sua voz de tenor. Foi irmão de Francisco Menano, também compositor e cultor da guitarra de Coimbra.
Matriculou-se em 1915 no curso de Medicina da Universidade de Coimbra, tendo despontado aí a sua paixão pelo canto. Em março desse mesmo ano, sobressai com uma interpretação num sarau em Aveiro, organizado pela Associação Académica de Coimbra, e que contou com a participação da Tuna e do Orfeon. Menano viria a ser conhecido em todo o país, através dos numerosos discos que gravou.
Após a conclusão do curso, António Menano fixou-se na sua terra natal, em Fornos de Algodres, exercendo a profissão de médico numa clínica, sem, no entanto, se desligar do meio artístico e académico. Em 1933, abandonou a carreira artística e partiu voluntariamente para Inhaminga, em Moçambique, para exercer medicina, regressando definitivamente a Portugal em 1961.
Viria a falecer a 11 de setembro de 1969, na sua residência na rua José Falcão, em Lisboa.

## Obras
- Aquela moça da aldeia
- Solitário

## Dados genealógicos
Era filho de António Silva Menano e de D. Januária Augusta Paulo.
Casado, na capela da Quinta da Fonte do Anjo, nos Olivais (Lisboa), a 23 de Novembro de 1922, com Maria Henriqueta da Câmara Viterbo (7 de Julho de 1903 - ) filha do arquitecto Dr. Fiel da Fonseca Viterbo e de Maria José Ana de Jesus Gonçalves Zarco da Câmara, por sua vez filha do 9.º conde da Ribeira Grande.
Tiveram os filhos seguintes:
- Maria da Graça de Viterbo Menano casada a 18 de Fevereiro de 1946 com seu parente D. Luís Fernando Rita de Almeida Santos Castelo-Branco. Com geração[6].
- António Nuno de Santa Maria Viterbo Menano, nascido na referida Quinta da Fonte, em 16 de Novembro de 1927, casado e com geração.
- Francisco Paulo, nascido 16 de Novembro de 1927[4].